# Priotelus temnurus
Priotelus temnurus là một loài chim trong họ Trogonidae.